# El número uno (El Salvador)
El número uno es una franquicia de talent show musical de Gestmusic Endemol y Antena 3, que es producida y emitida en Canal 2 en inicio por Canal 6 de Telecorporación Salvadoreña. El Salvador es el primer país latinoamericano en adquirir la franquicia de El número uno. El programa es presentado por Mónica Casamiquela.
La primera temporada se emitió desde el 15 de septiembre hasta el 8 de diciembre de 2013 y la segunda temporada inició el 7 de septiembre de 2014. La tercera temporada inició el 6 de septiembre de 2015. El Número Uno regresa con su temporada final el 7 de febrero de 2016 en su versión "VIP" que contará con la participación de dieciocho de los participantes más destacados de las primeras tres temporadas.

## Historia
A principios del 2013, Telecorporación Salvadoreña adquiere los derechos para replicar la franquicia de El número uno, formato original de Antena 3 y que tiempo después adquiriera Endemol. 
El 1 de julio de 2013 en una conferencia de prensa, la producción anuncia la realización de este formato en El Salvador, con ello Telecorporación Salvadoreña se convierte en la primera y hasta ahora la única televisora de Hispanoamérica en replicar la franquicia.

## Producción
Este formato se convierte en el proyecto más ambicioso de la televisora, para ello se construyó un nuevo estudio de televisión, el Foro 5, que se suma al complejo televisivo de TCS, con lo último en tecnología para la realización de este tipo de producciones.
El programa es emitido desde el domingo 15 de septiembre, por Canal 2 y por el canal 31.1 ambos de Telecorporación Salvadoreña en formato 1080p versión Full HD.

## Primera edición
La primera edición fue emitida en Canal 2. Dio inicio el domingo 15 de septiembre de 2013, al inicio los cinco jueces unieron sus voces con la canción de Álvaro Torres «Patria querida», en el marco de los 192 años de independencia. Luego de 13 galas, finalizó el 8 de diciembre del mismo año.

### Jurado
El jurado de la primera temporada estuvo a cargo de:
| Juez             | Profesión                    |
| ---------------- | ---------------------------- |
| Gerardo Parker   | Cantante y compositor        |
| Pamela Robin     | Cantante                     |
| Arquímedes Reyes | Cantante                     |
| Lucía Parker     | Cantante de música cristiana |
| Álvaro Torres    | Cantante y compositor        |

### Concursantes
| N.º | Concursante         | Origen                 | Ciudad                      |
| --- | ------------------- | ---------------------- | --------------------------- |
| 1   | Jonathan Castro     | Bandera de El Salvador | Santa Ana, Santa Ana        |
| 2   | Thoshi              | Bandera de El Salvador | San Marcos, San Salvador    |
| 3   | Jafet Jerez         | Bandera de El Salvador | San Salvador, San Salvador  |
| 4   | Gabby Chacón        | Bandera de El Salvador | Santa Tecla, La Libertad    |
| 5   | Paty Menéndez       | Bandera de El Salvador | San Salvador, San Salvador  |
| 6   | Alex Hernández      | Bandera de El Salvador | Quezaltepeque, La Libertad  |
| 7   | Nadia Maltez        | Bandera de El Salvador | Ayutuxtepeque, San Salvador |
| 8   | Danny Bonilla       | Bandera de El Salvador | Metapán, Santa Ana          |
| 9   | Wiino Francia       | Bandera de El Salvador | Santa Tecla, La Libertad    |
| 10  | Gaby Tobar          | Bandera de El Salvador | San Salvador, San Salvador  |
| 11  | Juan Carlos Alas    | Bandera de El Salvador | Santa Tecla, La Libertad    |
| 12  | José Rivas          | Bandera de El Salvador | Santa Ana, Santa Ana        |
| 13  | Javier Mondragón    | Bandera de El Salvador | San Salvador, San Salvador  |
| 14  | Oscar Chacón        | Bandera de El Salvador | Santa Tecla, La Libertad    |
| 15  | Nathalia Bustamante | Bandera de El Salvador | San Salvador, San Salvador  |
| 16  | Alejandro López     | Bandera de El Salvador | San Vicente, San Vicente    |

## Segunda edición
La segunda edición de este talent show fue emitida en Canal 2 a partir del domingo 7 de septiembre de 2014, y finalizó el domingo 30 de noviembre del mismo año.

### Jurado
El jurado de la segunda temporada estuvo a cargo de:
| Juez            | Profesión                         |
| --------------- | --------------------------------- |
| Jhosse Lora     | Cantante y compositor             |
| Andrea Cardenal | Cantante                          |
| Alex Oviedo     | Cantante y productor discográfico |
| Marinella Arrué | Cantante de música cristiana      |
| Rafael Alfaro   | Cantante y compositor             |

### Concursantes
| N.º | Concursante     | Origen                 | Ciudad                      |
| --- | --------------- | ---------------------- | --------------------------- |
| 1   | Mauricio Anaya  | Bandera de El Salvador | San Salvador, San Salvador  |
| 2   | Kennya Padrón   | Bandera de El Salvador | Santa Tecla, La Libertad    |
| 3   | Florence Umaña  | Bandera de El Salvador | Santa Tecla, La Libertad    |
| 4   | Elías Hasbún    | Bandera de El Salvador | San Salvador, San Salvador  |
| 5   | Benjamín López  | Bandera de El Salvador | San Salvador, San Salvador  |
| 6   | Dennis Soriano  | Bandera de El Salvador | San Salvador, San Salvador  |
| 7   | Michelle Umaña  | Bandera de El Salvador | Santa Tecla , La Libertad   |
| 8   | Javi Jiménez    | Bandera de El Salvador | San Salvador, San Salvador  |
| 9   | Rocío Martí     | Bandera de El Salvador | San Salvador, San Salvador  |
| 10  | Marito Ortíz    | Bandera de El Salvador | Santa Ana, Santa Ana        |
| 11  | Beatriz Garzona | Bandera de El Salvador | Santa Tecla, La Libertad    |
| 12  | Henry Mejía     | Bandera de El Salvador | Santa Tecla, La Libertad    |
| 13  | Danny Méndez    | Bandera de El Salvador | Ayutuxtepeque, San Salvador |
| 14  | Laura Villalta  | Bandera de El Salvador | San Salvador, San Salvador  |
| 15  | Abner Hernández | Bandera de El Salvador | San Salvador, San Salvador  |
| 16  | Gaby Ramos      | Bandera de El Salvador | San Salvador, San Salvador  |

## Edición infantil
En diciembre de 2014 se confirmó que Telecorporación Salvadoreña estaba preparando para 2015 una edición infantil que se llamaría El Número Uno Kids. al finalizar la competencia sería el ganador del primer lugar con el 52.6% Andrés

## Tercera edición
La tercera edición será emitida en Canal 2. Dará inicio el domingo 6 de septiembre de 2015, esta será la última temporada del concurso en El Salvador.

### Jurado
El jurado de la tercera temporada estará a cargo de:
| Juez                | Profesión                    |
| ------------------- | ---------------------------- |
| Gerardo Parker      | Cantante y compositor        |
| Juan Manuel Bolaños | Cantante                     |
| Rocío Cáceres       | Cantante                     |
| Marinella Arrué     | Cantante de música cristiana |
| Rafael Alfaro       | Cantante y compositor        |